# Делфі (танкер)
Delfi — танкер-бункерувальник під прапором Молдови, який був зарєстрований в порту Джурджулешти та належав британській судноплавній компанії «Mister Drake PC». У листопаді 2019 року танкер сів на мілину на одному з пляжів м. Одеси.

## Історія
Судно «Delfi» було закладено у 1974 році на судноремонтному заводі «Іван Димитров» в м. Русе (Болгарія). Експлуатувалося з 1977 року.
Спочатку судно було у віданні Чорноморського морського пароплавства під назвою «Пялиця». Після розпаду СРСР у 1992 році було передано на баланс Іллічівського морського порту та ходило під українським прапором. Внаслідок приватизації у 1997 році власником судна стала «Одеська танкерна компанія», а танкер отримав назву «Екологія». У 2003 році танкеру-бункерувальнику було змінено порт приписки на Батумі, а український прапор на грузинський.
У 2010-х роках судно повернулося до м. Одеси та ходило під мальдівським прапором. У 2019 році власником танкера стала британська компанія з Бірмінгема «Atenia Holding Ltd.», після чого він був перейменований на «Delfi». У свою чергу судно отримало прописку у молдовському порту Джурджулешти та розпочало ходити під молдовським прапором.
За даними журналістського розслідування програми «Watchdogs» судно належало колишньому депутату Миколаївської обласної ради від Партії регіонів Олегу Ковтунову. Танкер «Delfi», зокрема, також фігурував в кримінальній справі з приводу контрабандних операцій групи Сергія Курченка.
У лютому 2017 року проти судновласників було відкрито кримінальне провадження зі звинуваченням у зливі судном нафтопродуктів в районі Білгорода-Дністровського.
У лютому 2018 року танкер «Delfi» мало не затонув в румунських територіальних водах.
27 вересня 2018 року танкер було виключено з Реєстру прапора Молдови. Відтоді прапор судна був — невизначений.
З травня 2019 року судно стояло на якорі в акваторії порту «Південний».

### Аварія поблизу Одеси
В ніч з 21 на 22 листопада 2019 року, внаслідок шторму, танкер «Delfi» в акваторії порту «Південний» зірвало з якоря та віднесло у бік Одеси. В результаті відмови двигунів судно дрейфувало до Одеси, з порту якої на допомогу вийшов приватний буксир «Австралія». Впродовж ночі судно супроводжувалось буксиром та рятувальним катером. Ближче до ранку танкер закріпився якорем поблизу пляжу «Дельфін», однак на ранок судно прибило до берега, де воно сіло на мілину з трьома українцями-членами екіпажу на борту. Судновласник не дозволив екіпажу покинути танкер, а рятувальна операція була ускладенена штормом. Однак рятувальники примусово евакуювали екіпаж із судна. Внаслідок аварії в акваторії місця, де судно сіло на мілину, встановлено перевищення забруднення води нафтопродуктами у 53 рази, однак за попередніми даними на борту танкера на час аварії не було вантажу, що міг вплинути на забруднення навколишнього середовища.
Судновласнику було запропоновано прибрати танкер з акваторії пляжу до 25 червня 2020 року, після чого до ліквідаційних робіт планувалося залучити фахівців Одеської філії Адміністрації морських портів України.
На початку липня 2020 року, у рамках робочого візиту до Одеської області президента України Володимира Зеленського, ліквідацію наслідків аварії та буксирування танкера з місця аварії було покладено на судновласника та місцеві органи влади.
18 липня було здійснено дві невдалі спроби евакуації судна. 22 липня прем'єр-міністр України Денис Шмигаль доручив міністру інфраструктури Владиславу Криклію взяти під особистий контроль ліквідацію наслідків аварії танкера. 24 липня здійснено чергову спробу підйому судна. Внаслідок спроби підняти судно на кіль стався черговий витік нафтопродуктів у море.
На початку серпня 2020 року, Адміністрація морських портів України оголосила конкурс на підняття танкера "Delfi".
26 серпня того ж року, силами підприємства «Краншип», танкер «Delfi» було поставлено на рівний кіль.
6 вересня 2020 року подальшу операцію було відкладено через черговий витік нафтопродуктів та виявлення пробоїни у кормовій частині судна.
10 вересня 2020 року танкер «Delfi» було піднято з мілини та розпочато буксирування до Чорноморська.

### Наслідки
В день катастрофи, вже під вечір 22 листопада 2019 року, концентрацію нафтопродукців у водах на місці аварії було перевищено у 90 разів. Згодом стало відомо, що у ємкостях танкера був мазут, який і витікав з паливом у море.
У червні 2020 року поблизу танкера «Delfi» було виявлено великий розлив нафтопродуктів, після чого відпочивальникам заборонили відвідувати пляж «Дельфін», на березі якого стояло судно. Судновласнику було запропоновано прибрати танкер з акваторії пляжу до 25 червня, після чого до ліквідаційних робіт планувалося залучити фахівців Одеської філії Адміністрації морських портів України.
26 липня 2020 року аварію танкера «Delfi» та її наслідки було визнано надзвичайною ситуацією.
Сумарний обсяг затрат на підняття з мілини і відбуксирування з узбережжя Одеси танкера «Delfi» сягнув близько 14 млн грн, про це на брифінгу 11 вересня 2020 року повідомив Андрій Іванов, директор компанії фірми «Трансшип», до складу якої входить дочірнє підприємство «Краншип», фахівці якого прибрали судно з мілини.

### Розслідування
13 травня 2021 року, Господарський суд Одеської області (суддя Наталія Петренко) за позовом Кабінету Міністрів України ухвалив рішення щодо передачі у власність держави танкера «Delfi», який, як виявилося, належав британській компанії «Mister Drake PC». Цим рішенням суд задовольнив позов України проти іноземної фірми. Рішенням суду першої інстанції танкер-бункеровщик «Delfi» остаточно став державною власністю і з великою ймовірністю може бути проданий на металобрухт для компенсації збитків Адміністрації морських портів України.
В подальшому, протягом 2021 року, у справі про катастрофу танкера танкера «Delfi» правоохоронним органами було вручено декілька підозр в скоєнні злочинів, в тому числі колишньому капітану порту «Південний», який підозрювався в службовій недбалості. Як було повідомлено Офісом генпрокурора, екскапітан в період з 2 по 22 листопада 2019 року не вжив необхідних заходів, а також достатньо не оцінив загрозу виникнення надзвичайної ситуації. Через недбалість капітана, за версією слідства, танкер і зірвався з якоря. Після цього він почав дрейфувати та сів на мілину поблизу пляжу. У відомстві також зауважили, що розмір заподіяної шкоди ДП «Адміністрація морських портів України» становить понад 7 млн грн.
В суді слухається декілька справ з приводу цього інциденту, в тому числі про компенсацію за шкоду, нанесену довкіллю. Так, на початку 2022 року, Приморська окружна прокуратура міста Одеси скерувала до суду обвинувачення в справі про аварію танкера «Delfi». Перед судом постане командир корабля Морської охорони ДПСУ за статтею про недбале ставлення військовослужбовця до служби, яке заподіяло істотну шкоду. Також у матеріалах справи є позначка «вчинене в умовах особливого періоду, крім воєнного стану». Слідчі встановили, що в день, коли потонув танкер, службовець Морської охорони був роботі. Його судно тоді несло бойове чергування в акваторії Чорного моря біля Одеського морського порту. Правоохоронці вважають, що командир корабля прикордонників знав про наявні порушення у танкера. Проте нібито не вжив заходів щодо його затримання та конвоювання до найближчого порту. Слідство також встановило, що службовці Морської охорони проводили перевірку танкера «Delfi». Під час неї виявили одразу кілька порушень. Зокрема, судно нібито перетнуло кордон України без необхідних документів. Також у ньому була менша за необхідну кількість екіпажу – команда складалася із 3 замість 5 осіб. Проте навіть вони були не надто добре забезпечені. Адже на судні помітили відсутність палива та провізії. А це, відповідно до встановлених норм, створювало передумови до загрози життю та здоров'ю членів екіпажу. Технічних неполадок зафіксували одразу кілька: непрацездатність головних двигунів судна, втрата одного з якорів, не стабільно працюючі системи зв'язку.

### Висвітлення події в художніх творах
В травні 2021 року, друком вийшла книга Валерія Пузіка «Делфі та Чарівники»», сюжет якої пов'язаний з затонулим танкером «Delfi». Це міське фентезі для дітей. Як повідомляє видання odesalive, сюжет книги розгортається довкола танкера Делфі, який в листопаді 2019 року внаслідок шторму зірвало з якоря в акваторії порту «Південний» та віднесло у бік Одеси. З цього танкера у місто потрапили темні сили — Гарольд, пес Самурай та Чоловік-без-імені — і вони хочуть знищити маяк і місто, а допомогти їм в цьому має Чорний Дракон, який живе на дні Чорного моря. Їм протидіють чарівники. Основне місце дії — Одеська кіностудія.